# Безговиця
Безговиця (словен. Bezgovica) — поселення в общині Осилниця, регіон Південно-Східна Словенія, Словенія.